# Балабан (прізвище)
Балаба́н — українське прізвище.

## Відомі носії
- Балабан Арсеній — український православний церковний і політичний діяч, єпископ львівський
- Балабан Адам — власник Угорників; співвласник — Перемишлян у 1609 році[1]
- Балабан Боб (1945) — американський актор, режисер, продюсер та сценарист.
- Балабан Богдан Павлович — директор комплексної ДЮСШ з водних видів спорту; заслужений працівник фізичної культури і спорту України.[2]
- Балабан Борис Олександрович (нар.1905—пом.1959) — український режисер
- Балабан Бошко (1978) — колишній хорватський футболіст, нападник.
- Балабан Віра Григорівна (1892—1976) — українська лікарка-педіатр, педагог, доктор медичних наук.
- Балабан Григорій Маркович (Гедеон) (нар.1530—пом.1607) — український православний церковний і політичний діяч, єпископ львівський.
- Балабан Гедеон (?—1617/1618) — український православний релігійний діяч. Синівець єпископа Гедеона Балабана.
- Балабан Діонісій (нар.?—пом.1663) — церковний діяч
- Балабан Ісая (нар.?—пом.1619, за іншими даними 1620) — церковний діяч.
- Балабан Маєр (нар.1877–пом.1942) — польський історик, історіограф громади львівських євреїв.
- Балабан Михайло Сергійович (нар.1990—) — український хокеїст
- Балабан Олег (* 1971) — радянський хокеїст, крайній нападник.
- Балабан Олег Валерійович (* 1966) — кандидат медичних наук, Заслужений лікар України.
- Балабан Олександр (нар.?—пом.1637) — військовик, державний діяч Речі Посполитої
- Балабан Олександр Ілліч (нар.20 листопада 1954) — український режисер театру та кіно, театральний педагог, засновник Українського музично-драматичного театру-студії класичної п'єси, Заслужений артист України.
- Остап Балабан (1918—2002) — український громадський діяч США, інженер-механік, меценат.
- Балабан Сергій Миколайович — майстер спорту міжнародного класу з боротьби самбо та дзюдо, призер чемпіонату і Кубку Європи.
- Балабан Федір — власник маєтку (двору) в Стрятині[3]
- Балабан Флорін (1968) — румунський бадмінтоніст та художник-карикатурист.
- Балабан Юрій — теребовлянський староста.
- Балабан Яків Андрійович (1898—1978) — хорунжий артилерії Армії УНР. Нагороджений Хрестом Симона Петлюри і Воєнним хрестом.
- Ян Балабан (1961—2010) — чеський письменник, журналіст і перекладач.
- «Балабан» — псевдо курінного групи «Богун» ВО-2 «Богун» Андрія Трачука.